# Янгазино
Янга́зино, Янгазы́ (баш. Яңғаҙы) — деревня в Ишмухаметовском сельсовете Баймакского района Республики Башкортостан России.

## Географическое положение
Расстояние до:
- районного центра (Баймак): 35 км,
- центра сельсовета (Ишмухаметово): 4 км,
- ближайшей железнодорожной станции (Сибай): 57 км.

## Население
| 2002 | 2009 | 2010 |
| ---- | ---- | ---- |
| 11   | ↗173 | ↘130 |

Национальный состав
Согласно переписи 2002 года, преобладающая национальность — башкиры (99 %).

## Религия
В деревне есть мечеть.